# A Estranha Passageira
Now, Voyager (bra: A Estranha Passageira ou Estranha Passageira; prt: A Estranha Passageira) é um filme estadunidense de 1942, do gênero drama romântico, dirigido por Irving Rapper, e estrelado por Bette Davis e Paul Henreid. O roteiro de Casey Robinson foi baseado no romance homônimo de 1940, de Olive Higgins Prouty.
Prouty pegou o título de seu romance do poema "The Untold Want", presente no livro "Leaves of Grass" (1855), de Walt Whitman.
Em 2007, "Now, Voyager" foi selecionado para preservação no National Film Registry, seleção filmográfica da Biblioteca do Congresso dos Estados Unidos, como sendo "culturalmente, historicamente ou esteticamente significativo". O filme ocupa o 23.º lugar na lista "100 Anos...100 Paixões", do Instituto Americano de Cinema, que classifica as maiores histórias de amor do cinema estadunidense.

## Sinopse
Charlotte Vale (Bette Davis), filha da Sra. Windle Vale (Gladys Cooper), uma mãe extremamente controladora, faz uma viagem para o Rio de Janeiro como forma de terapia e, durante o percurso, apaixona-se por Jeremiah Durrance (Paul Henreid), um homem casado, que começa a ter os mesmos sentimentos que ela. Ao retornar à sua casa, agora como uma pessoa totalmente diferente, ela luta contra fantasmas do passado, traumas desgastantes e o desejo interno que possui pelo homem comprometido.

## Elenco

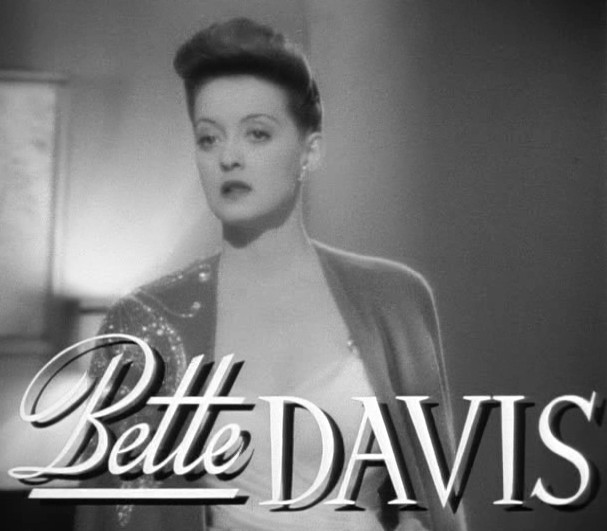
Bette Davis
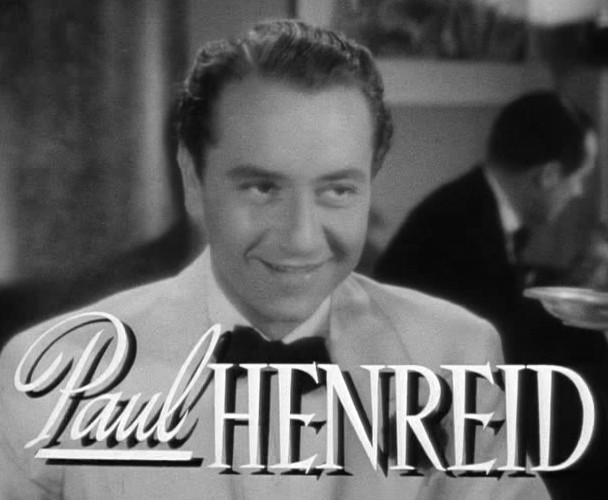
Paul Henreid
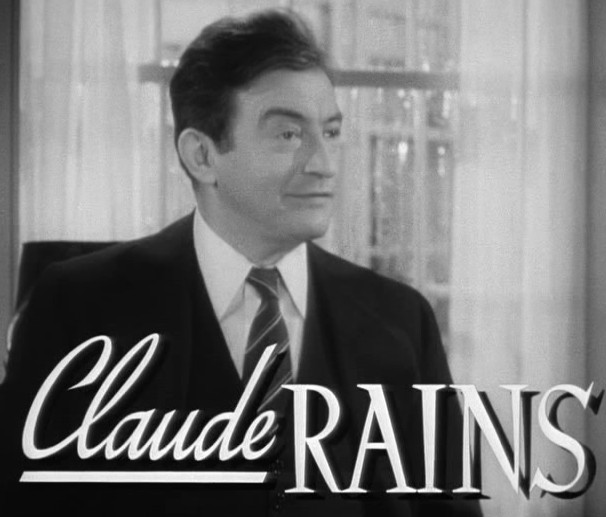
Claude Rains
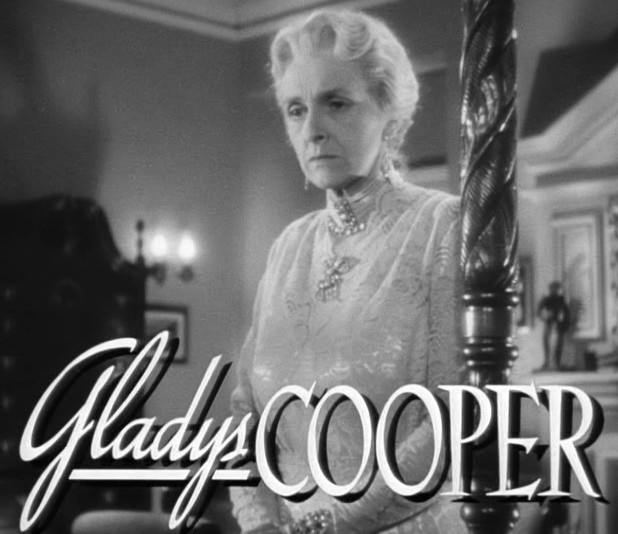
Gladys Cooper

- Bette Davis como Charlotte Vale
- Paul Henreid como Jeremiah "Jerry" Duvaux Durrance
- Claude Rains como Dr. Jaquith
- Gladys Cooper como Sra. Windle Vale
- Bonita Granville como June Vale
- John Loder como Elliot Livingston
- Ilka Chase como Lisa Vale
- Lee Patrick como "Deb" McIntyre
- Franklin Pangborn como Sr. Thompson
- Katharine Alexander como Srta. Trask (como Katherine Alexander)
- James Rennie como Frank McIntyre
- Mary Wickes como Enfermeira Dora Pickford
- Janis Wilson como Tina Durrance (não-creditada)

## Produção

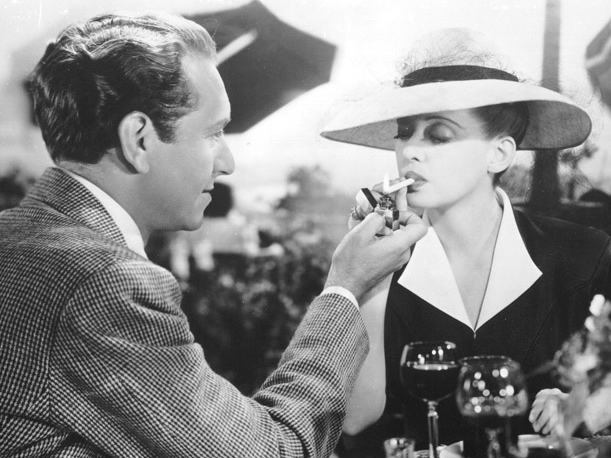
Cena do famoso gesto com os cigarros

As filmagens ocorreram de 7 de abril a 23 de junho de 1942, quando o produtor Hal B. Wallis fez de "Now, Voyager" sua primeira produção independente na Warner Bros. Ele teve um papel ativo na produção, incluindo escalando o elenco. As opções iniciais para interpretar Charlotte eram Irene Dunne, Norma Shearer e Ginger Rogers. Contudo, quando Bette Davis soube do projeto, ela insistiu e conseguiu ser escalada para o papel. Mais do que qualquer outro de seus filmes anteriores, Davis ficou absorta no papel, não apenas lendo o romance que originou o filme, mas também cuidando de detalhes, tais como as roupas que utilizaria em cena. Conversando com o figurinista Orry-Kelly, ela sugeriu que Charlotte vestisse roupas bregas, e escolheu o vestido foulard feio que sua personagem usou no início do filme, assim contrastando com as criações elegantes e "atemporais" que marcariam a "transformação" da personagem em uma mulher sofisticada.
Davis também interferiu na escolha do protagonista masculino. Ela ficou horrorizada com os testes iniciais de figurino e maquiagem do ator austríaco Paul Henreid; achava que seu cabelo penteado para trás o fazia parecer um gigolô com "o visual de Rudolph Valentino". Henreid também estava desconfortável com o cabelo repleto de brilhantina e, quando Davis insistiu em outro teste com um penteado mais natural, ele foi finalmente escalado como seu par. Em 1987, em seu livro de memórias "This 'N That", Davis revelou que Claude Rains – com quem ela já havia trabalhado em "Juarez" (1939), "Mr. Skeffington" (1944) e "Deception" (1946) – era seu co-astro favorito.
A produção inicial do romance de Prouty previa cenas na Europa, o que não foi possivel devido a Segunda Guerra Mundial. O autor insistia que a Itália deveria ser o principal cenário da viagem da protagonista. As exigências peculiares de Prouty de que o filme fosse gravado com cores vibrantes e tivesse flashbacks em preto e branco com legendas foram igualmente desconsideradas. A fotografia principal foi transferida para o estúdio 18 da Warner e vários locais na Califórnia, incluindo a Floresta de San Bernardino, enquanto as cenas europeias foram substituídas por filmagens do Brasil (em destaque as do Pão de Açúcar e Cristo Redentor). Uma das principais razões para Davis se interessar tanto pela produção foi que a fotografia também aconteceria em sua cidade natal, Boston. Outros locais de filmagens incluem a Escola de Medicina Harvard, em Massachusetts; Laguna Beach, Whitley Avenue e outras ruas em torno de Boston.
O filme destacou a capacidade de Davis de moldar seus futuros trabalhos artísticos, já que ela não apenas teve um papel significativo na influência de decisões sobre seus colegas de elenco, mas também a escolha do diretor foi baseada na necessidade de ter um indivíduo como ela no comando. Davis havia trabalhado anteriormente com o diretor Irving Rapper quando ele era diretor de diálogos, mas a gratidão dele pelo apoio da atriz se transformou em uma percepção de que ela poderia controlar o filme. Apesar de procurar ser conciliatório, os atrasos na produção pelas interferências da atriz o faziam "voltar para casa toda noite furioso e exausto". As críticas, no entanto, disseram que Davis estava "surpreendentemente eficaz" e totalmente em forma.
Durante anos, Davis e Henreid afirmaram que o momento em que Jerry põe dois cigarros na boca, acende os dois e depois passa um para Charlotte foi desenvolvido por eles durante os ensaios, inspirados por um hábito que Henreid compartilhava com sua esposa, mas rascunhos do roteiro de Casey Robinson, arquivados na Universidade do Sul da Califórnia, indicam que o gesto já havia sido incluído pelo roteirista em seu roteiro original. A cena permaneceu como uma marca registrada que Davis mais tarde diria ter sido um feito "seu".

## Recepção
Em sua crítica para o The New York Times, Theodore Strauss observou:
"Casey Robinson criou um roteiro deliberado e profissional, que mais de uma vez atinge emoções conturbadas. O diretor Irving Rapper o dirigiu com eficácia frequente. Mas seja por causa do escritório Hays ou por sua própria lógica espúria, [o filme] complica infinitamente um tema essencialmente simples. Apesar de toda a sua divisão emocional, ele falha em resolver seus problemas tão honestamente quanto finge. Na verdade, um pouco mais de verdade teria feito o filme bem mais curto ... Embora Now, Voyager comece bravamente, termina exatamente onde começou – e depois de duas horas lacrimosas".
David Lardner, para o The New Yorker, escreveu uma crítica semelhante, escrevendo que, na maior parte do filme, Davis "apenas se arrasta junto com o enredo, que é longo e um pouco desproporcional ao seu conteúdo intelectual". A revista Variety, no entanto, escreveu uma crítica mais positiva, chamando-o de:
"o tipo de drama que mantém o padrão de sucesso de bilheteria da Warner. Hal Wallis não poupou dinheiro nesta produção. Tem todas os indícios de que o dinheiro foi gasto com sabedoria. A direção de Irving Rapper fez o filme avançar rapidamente, e o elenco, até o ator mais remoto, contribuiu com interpretações de primeira classe".
O Harrison's Reports escreveu que o filme foi "dirigido de forma inteligente" e descreveu o desempenho de Davis como "excelente", mas alertou que a "ação lenta do filme e sua atmosfera não muito alegre o torna um entretenimento pouco adequado para as massas".
Leslie Halliwell escreveu no Halliwell's Film Guide: "Um roteiro basicamente encharcado sobrevive através da magia romântica de suas estrelas, que estavam todas em seu melhor estado".
O crítico de cinema Steven Jay Schneider sugere que o filme continue a ser lembrado não apenas por suas estrelas poderosas, mas também pelos "crescimentos emocionais" gerados no enredo.

### Bilheteria
De acordo com registros da Warner Bros., o filme arrecadou US$ 2.130.000 nacionalmente e US$ 2.047.000 no exterior, totalizando US$ 4.177.000 mundialmente.

## Origem
O romance de Olive Higgins Pousty, escrito em 1941, serviu como base para o filme. Apesar de certas limitações impostas pela Segunda Guerra Mundial sobre os locais de filmagem, o filme continua sendo verdadeiro ao romance.
O romance é considerado uma das primeiras, se não a primeira, representações fictícias da psicoterapia, que é representada de forma justa, realisticamente para o tempo, já que a própria Prouty passou um tempo em um sanatório após um colapso mental em 1925. A causa foi a morte de uma de suas filhas, e provou ser um período decisivo em sua vida profissional como escritora, pois a experiência que ganhou com esse episódio a ajudou a escrever não apenas "Now, Voyager", mas também seu romance de 1927, "Conflict",  ambos com temas semelhantes de recuperação após um colapso. Prouty também usou essa experiência para ajudar outras pessoas em sua vida que estavam enfrentando problemas psicológicos, incluindo sua amiga Sylvia Plath, que recebeu apoio financeiro e emocional de Prouty após uma tentativa de suicídio em 1953.
O romance é o terceiro de uma pentalogia centrada na fictícia família Vale, e de longe o mais popular. Os outros títulos são "The White Fawn" (1931), "Lisa Vale" (1938), "Home Port" (1947) e "Fabia" (1951). Os outros romances da série não apresentam a saúde mental tão definidamente quanto "Now, Voyager", mas temas relacionados e certos elementos aparecem por toda parte. Muitos personagens do romance que virou filme aparecem em vários outros romances da série.

## Prêmios e homenagens
| Ano  | Cerimônia | Categoria                | Indicado      | Resultado | Ref.          |
| ---- | --------- | ------------------------ | ------------- | --------- | ------------- |
| 1943 | Oscar     | Melhor atriz             | Bette Davis   | Indicado  | [ 23 ] [ 24 ] |
| 1943 | Oscar     | Melhor atriz coadjuvante | Gladys Cooper | Indicado  | [ 23 ] [ 24 ] |
| 1943 | Oscar     | Melhor trilha sonora     | Max Steiner   | Venceu    | [ 23 ] [ 24 ] |